# Manfred Wicke
Manfred Wicke (* 16. Juni 1933 in Wien; † 16. Juli 2022) war ein österreichischer Bauingenieur und Professor für Stahlbeton- und Massivbau an der Universität Innsbruck.

## Leben

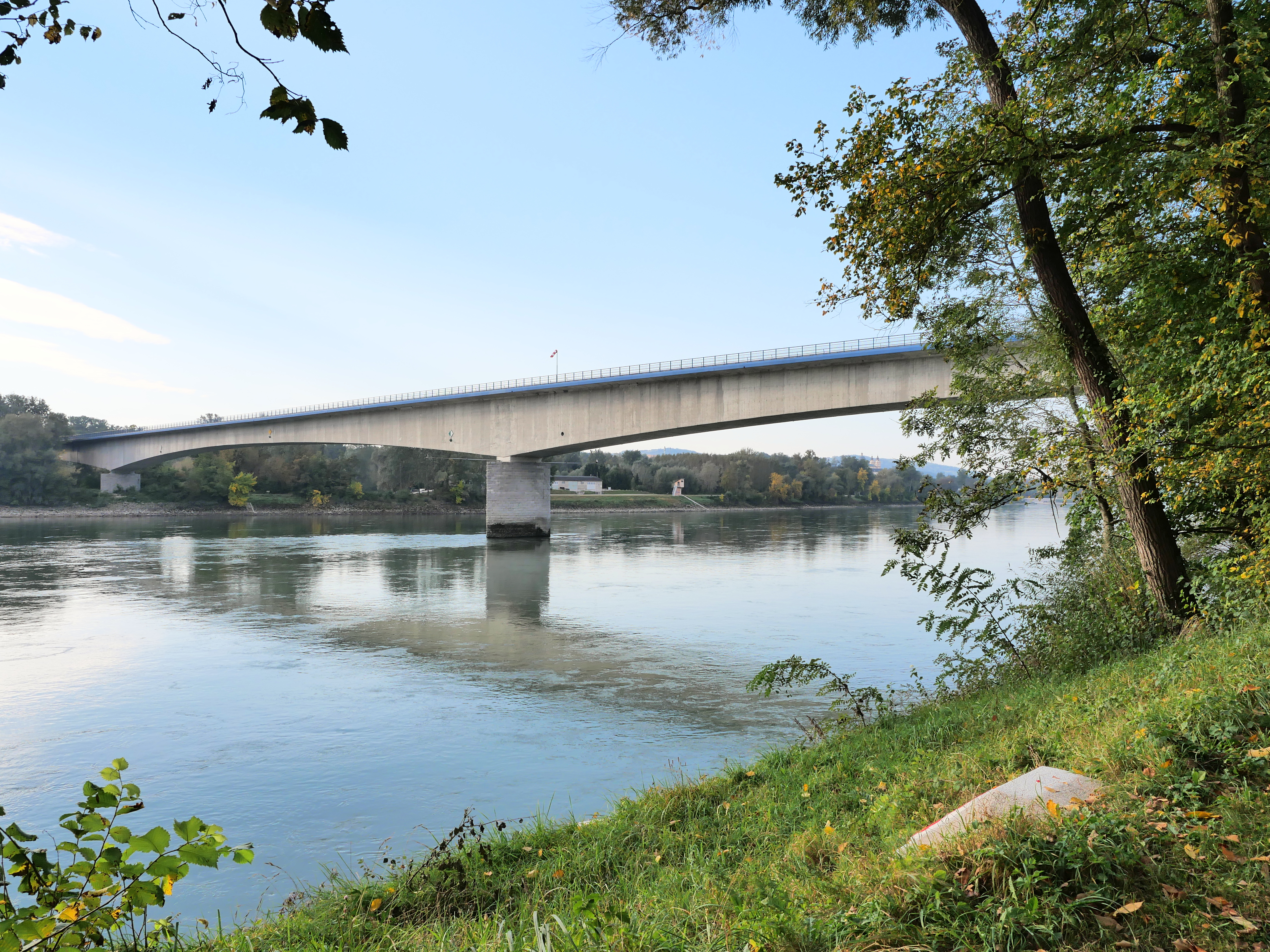
Donaubrücke Melk

Manfred Wicke maturierte 1955 in Linz und wurde 1959 als Bauingenieur an der TU Wien promoviert. Danach arbeitete er bei Mayreder, Kraus & Co in Wien. Von 1971 bis zu seiner Emeritierung 2001 war er Universitätsprofessor für Stahlbeton- und Massivbau an der Universität Innsbruck. An der dort neu gegründeten Fakultät für Bauingenieurwesen und Architektur baute er den Bereich Betonbau auf. Von 1975 bis 1977 hatte er die Funktion des Dekans an der Baufakultät inne. Er war ab 1998 korrespondierendes Mitglied der mathematisch-naturwissenschaftlichen Klasse der Österreichischen Akademie der Wissenschaften.
Zu Wickes Forschungsgebieten zählten neben dem Bauwesen der Stahlbetonbau, Brückenbau, Hochbau, Industriebau und Spannbetonbau mit Spanngliedern ohne Verbund. Er galt als Experte für schwer sanierbare Betonbrücken und leitete unter anderem die Wiederherstellung der Wildbichler Brücke in Kufstein und entwarf die Donaubrücke Melk. Wick entwickelte Strategien für die Inspektion, Bewertung und Erhaltung von Brücken. Von 1961 bis 2007 wirkte er im Fachnormenausschuss „Beton-, Stahlbeton- und Massivbau“ des Österreichischen Normungsinstituts.

## Auszeichnungen
- Baurat h.c.
- „Medal of Merit for outstanding engineers“ der Fédération internationale du béton
- 1995: Tiroler Landespreis für Wissenschaft[6]
- Ehrenmünze des Österreichischen Betonvereins
- 2000: Ehrendoktorat der TU Braunschweig[5]

## Schriften
- gem. m. Gerd Fritsche und Rolf Blasy: Bewehrungs-Atlas: B 4700, BSt 550. (3., überarb. Aufl.). Güteschutzverband für Bewehrungsstahl, Wien 1998.
- gem. m. Gerd Fritsche: Reibungsmessungen an externen Spanngliedern am Bauwerk. Bundesministerium für wirtschaftliche Angelegenheiten, Forschungsges. für das Verkehrs- und Strassenwesen im Österr. Ingenieur- und Architektenverein, Wien 1996.
- gem. m. Walter Straninger und Alexander Van der Bellen: Ersatzinvestitionen für Bundesstrassenbrücken: Pilotstudie. Strassenforschungsauftrag Nr. 481 des Bundesministeriums für Wirtschaftliche Angelegenheiten, Forschungsges. für das Verkehrs- und Strassenwesen im Österr. Ingenieur- und Architekten-Verein, Wien 1990.
- Langzeitdurchbiegungen von Fahrbahnkonsolen. Forschungsauftr. d. Bundesministeriums für Bauten u. Technik, Forschungsges. für d. Strassenwesen im Österr. Ingenieur- u. Architekten-Verein, Wien 1978.
- Betondecken-Messstrecke Golling (Teil 1). Forschungsauftrag d. Bundesministeriums für Bauten u. Technik, Bundesstrassenverwaltung 1976. (Teil 2 1983)